# 타데우시 돌니
타데우시 베네디크트 돌니(폴란드어: Tadeusz Benedykt Dolny, 돌니실롱스크 주 소부트카 ~)는 폴란드의 전직 축구 선수로, 현역 시절 수비수로 활약했다.
그는 구르니크 자브제와 구르니크 바우브지흐를 비롯한 몇몇 구단에서 활약했다.
그는 폴란드 국가대표팀 경기에도 7번 출전했고, 1982년 월드컵에도 참가했고, 이 대회에서 3위에 입상했다.

## 수상
폴란드
- 월드컵 3위: 1982